# Бичи-Хед
Бичи-Хед (англ. Beachy Head) — мыс на южном побережье Великобритании.

## Описание
Бичи-Хед представляет собой меловую скалу в Восточном Суссексе близ Истборна, практически отвесную на большой своей протяжённости. Её высота достигает 162 м — это самая высокая меловая скала в Великобритании.
Бичи-Хед часто посещают туристы. С вершины скалы открывается вид на побережье от мыса Дангенесс на востоке до мыса Селси-Билл на западе.
Из-за опасности акватории для судов в 1830-х годах западнее мыса был построен маяк Бель-Ту, а с 1902 года стал работать и другой маяк — высотой 43 м, находящийся в открытом море ниже скалы. С 1983 года он работает в автоматическом режиме.
Мыс также известен морским сражением 1690 года, произошедшим недалеко от него. Другая известная битва (Портлендское, или трёхдневное, сражение) близ Бичи-Хеда произошла в 1653 году во время Первой англо-голландской войны. В 1707 году, во время Войны за испанское наследство французский флот в сражении у Бичи-Хед захватил два британских линейных корабля и 21 торговое судно.

## Интересные факты
- С мелового утёса был развеян прах философа, одного из основателей марксизма Фридриха Энгельса в соответствии с его завещанием.
- Крутой обрыв Бичи-Хед — одно из самых притягательных мест для самоубийц. В год здесь сводят счёты с жизнью в среднем около 20 человек[1][2].